# 三跤仔
三跤仔，也寫作三腳仔，是臺灣日治時代對效力於政府當局的臺灣本籍人士之蔑稱，其負面意義接近「台奸」或「漢奸」的台灣民間口語版本，或現代標準漢語的「精神日本人」。

## 說明
三跤仔的用法是來自於日治時期臺灣人用四跤仔（也寫作四腳仔）私下稱呼日本人，隱含影射日本人為狗的意思，用四腳仔指日本人也表達了臺灣人在殖民制度下對自動矮日本人一截，生為二等公民的不滿。所謂三腳仔，就是既不算日本人（四跤仔）也不算臺灣人（兩跤）的，幫助日本人欺壓臺灣人的臺灣人